# Chevrolet Corvette

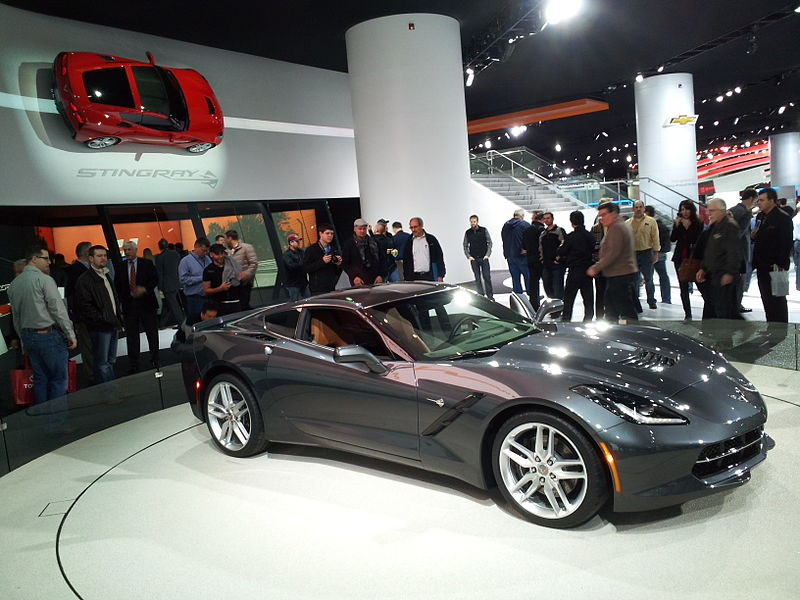
Corvette C7

Chevrolet Corvette je sportovní auto vyráběné americkou firmou General Motors (GM) od roku 1953. Je pojmenované po rychlé lodi korveta (anglicky corvette).
Zatím je osm generací (od C1 do C8) a v každé generaci ještě několik verzí s různými vlastnostmi.
Zatímco v USA je prodáváno pod značkou Chevrolet, v Evropě a Japonsku se prodává pod svojí vlastní značkou Corvette. Vyrábí se jako coupé i jako kabriolet.
Šestá generace Corvetty byla použita jako pace car (neboli safety car) pro závod Daytona 500 v roce 2006. Vůz byl v žluto-červeno-modré barevné kombinaci. Výkon byl upraven na 371 kW, což je 505 koní.
Osmá generace je speciální změnou umístění motoru. Z přední části automobilu se přesunul za řidiče.

## Generace
- Chevrolet Corvette C1 (1953–1962)
- Chevrolet Corvette C2 (1963–1967)
- Chevrolet Corvette C3 (1968–1982)
- Chevrolet Corvette C4 (1983–1996)
- Chevrolet Corvette C5 (1997–2004)
- Chevrolet Corvette C6 (2005–2013)
- Chevrolet Corvette C7 (2014–2019)
- Chevrolet Corvette C8 (2020–)

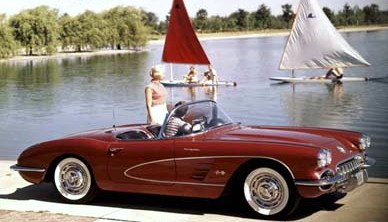
Chevrolet Corvette C1
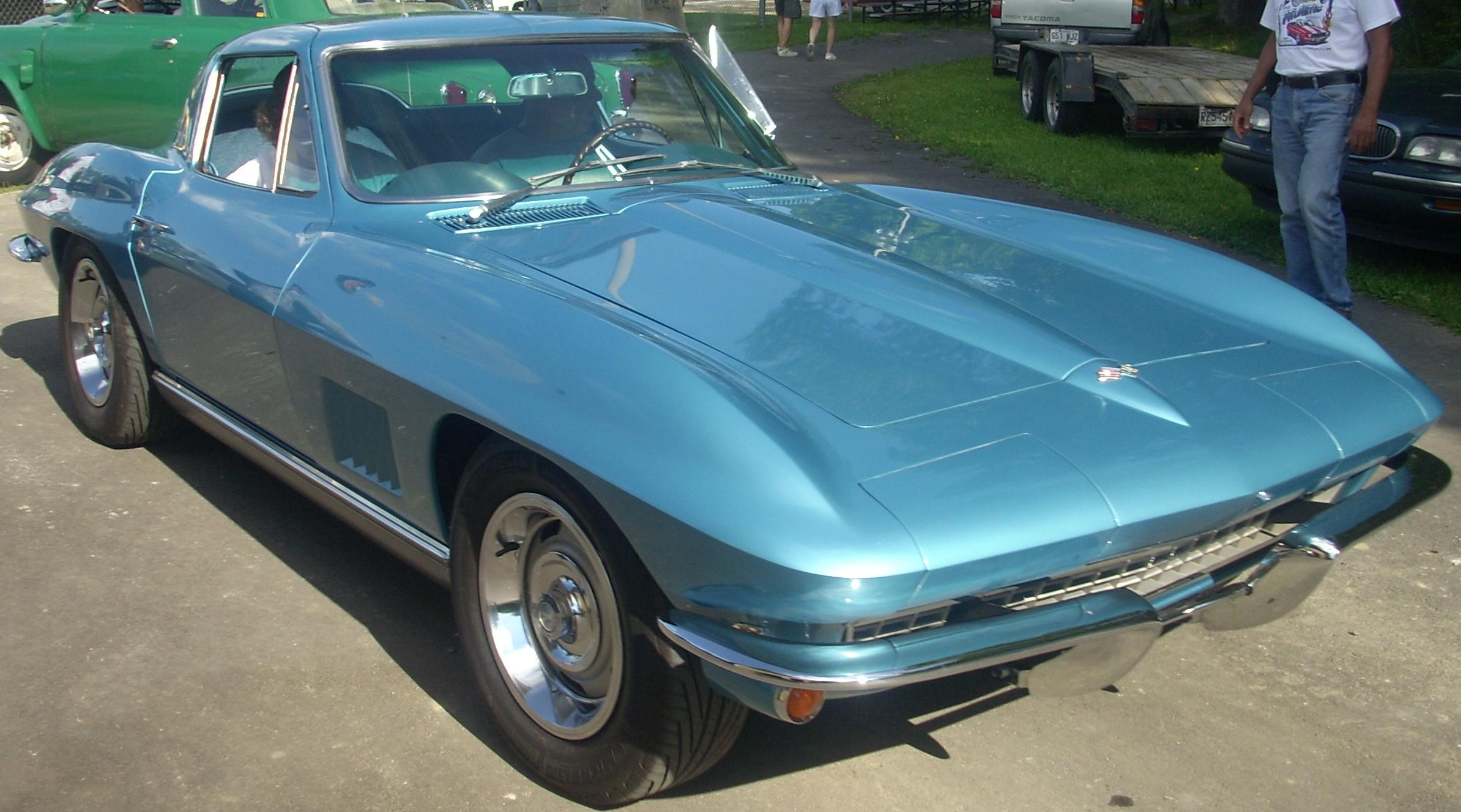
Chevrolet Corvette C2 Coupe
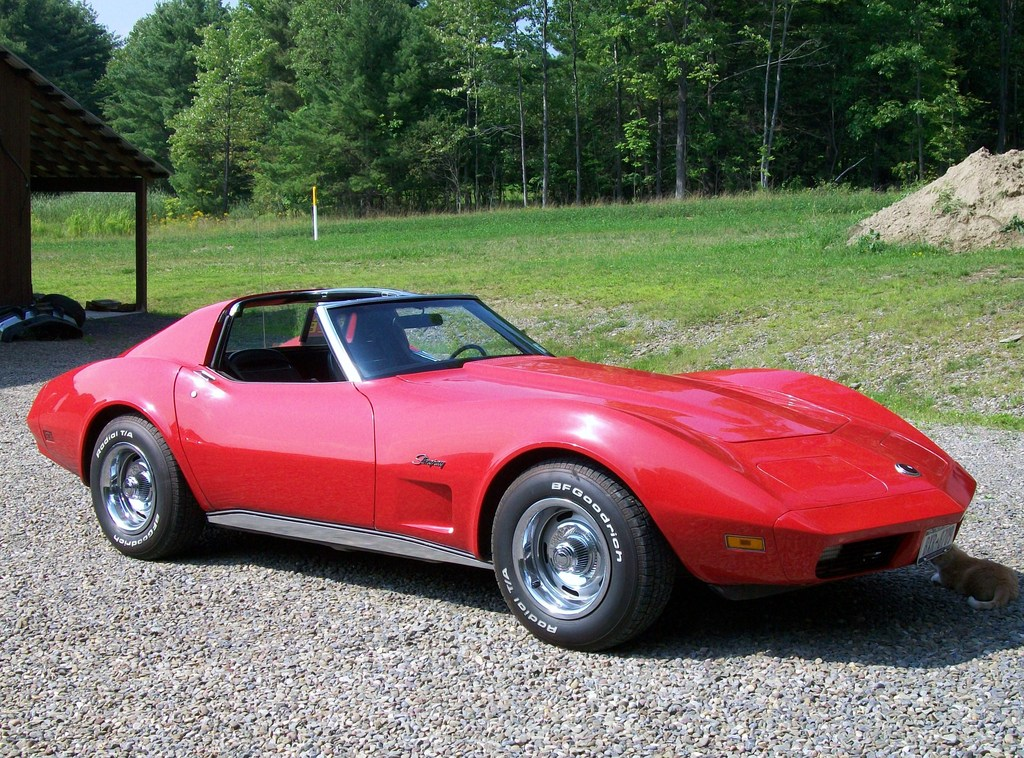
Chevrolet Corvette C3
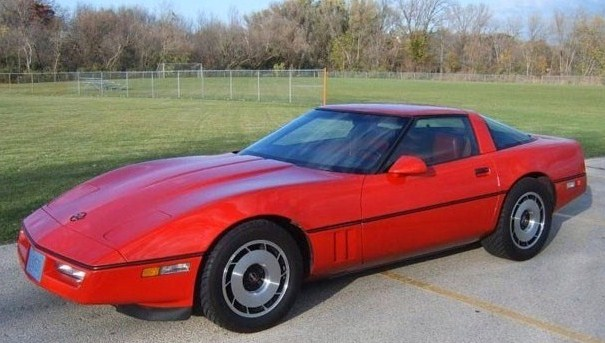
Chevrolet Corvette C4
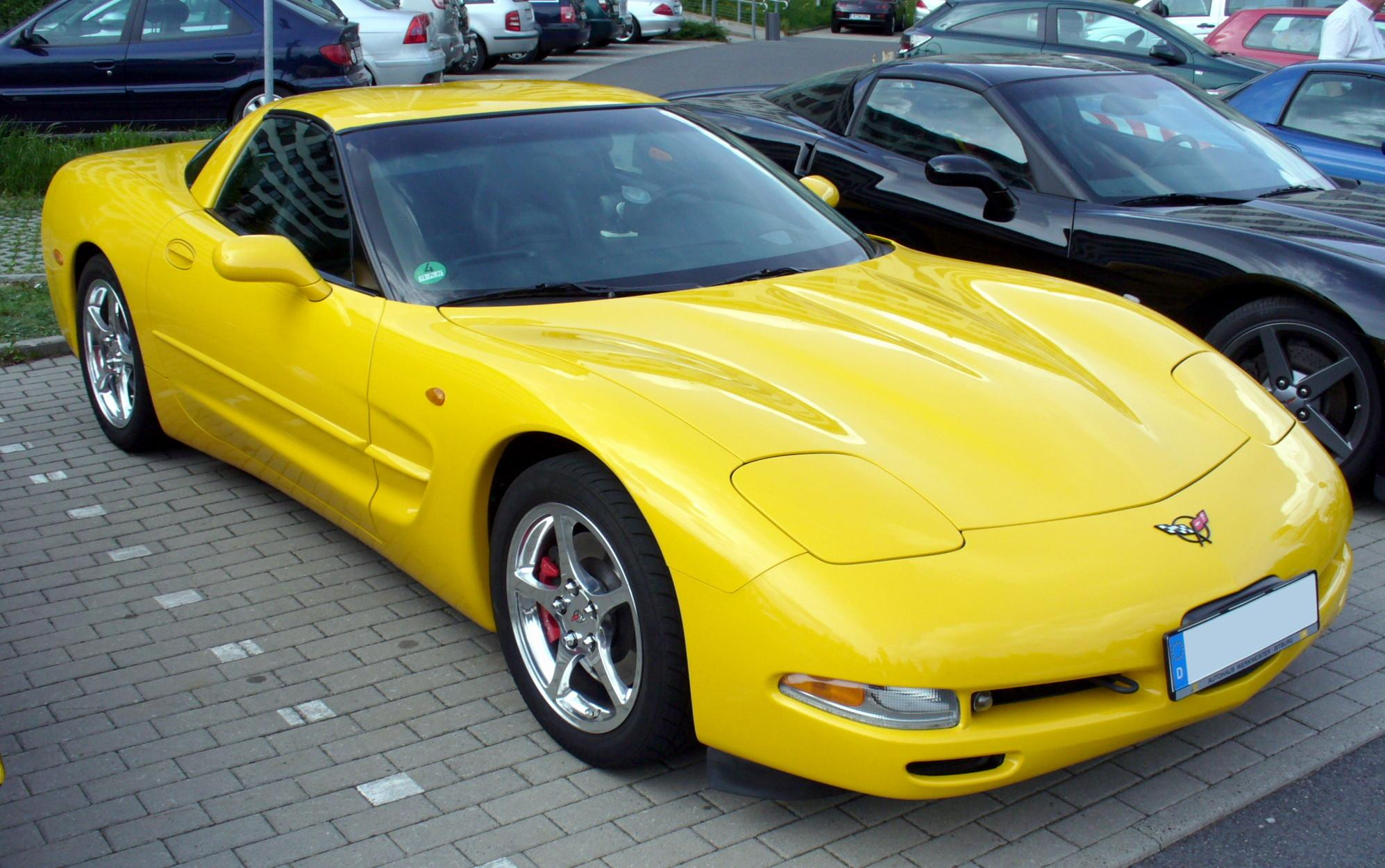
Chevrolet Corvette C5
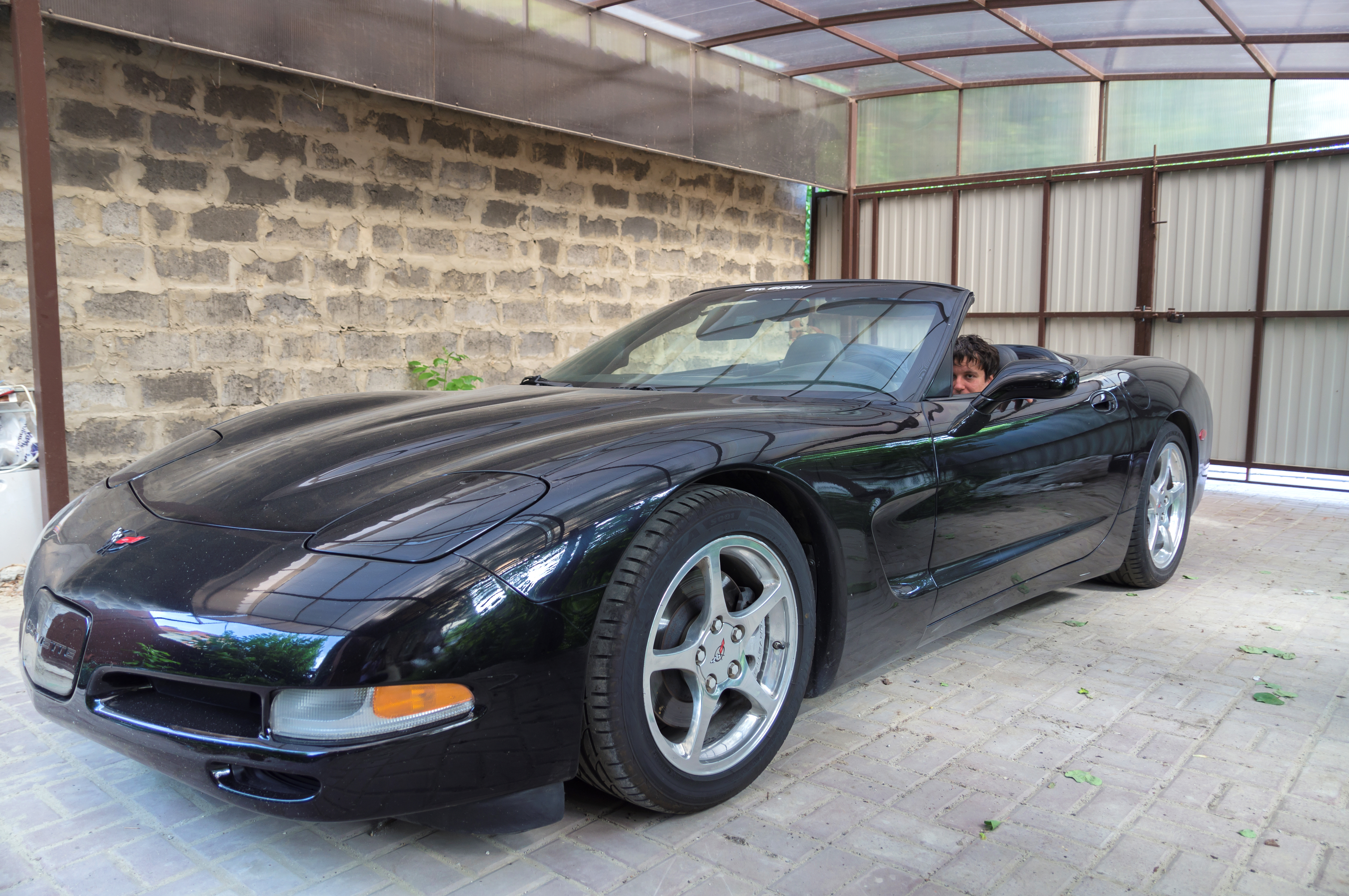
Chevrolet Corvette C5 Convertible